# DHB-Pokal 1987
Der DHB-Pokal 1987 war die 13. Austragung des Handballpokalwettbewerbs der Herren. Im Finale, das aus Hin- und Rückspiel bestand, ging der TV Großwallstadt, der sich gegen die HSG TuRU Düsseldorf Aufgrund der Auswärtstorregel durchsetzte, zum dritten Mal nach 1980 und 1984 als Sieger hervor. Damit qualifizierte sich Großwallstadt für den Europapokal der Pokalsieger 1987/88, in dem sie bis ins Finale vordrangen.

## Modus
Es traten insgesamt 64 Mannschaften aus der Bundesliga, der 2. Bundesliga, der Regionalliga (3. Liga), der Oberliga (4. Liga) und dem Landesverband unterhalb der Oberliga im K.-o.-System gegeneinander an. In den ersten zwei Runden wurde das Teilnehmerfeld nach territorialen Gesichtspunkten in Gruppe Nord und Süd unterteilt. Danach ging es einheitlich weiter und es erfolgte die weitere Ausspielung in Achtel-, Viertel und Halbfinale sowie einem Finale, das aus Hin- und Rückspiel bestand.

## 1. Hauptrunde
Qualifiziert waren für die 1. Hauptrunde folgende 64 Mannschaften, die hier nach ihrer Ligazugehörigkeit während der Saison 1986/87 aufgelistet sind.
 Gespielt wurde am 14. März 1987.
| Bundesliga | 2. Bundesliga | Regionalliga | Oberliga | Landesverband |
| - TUSEM Essen - MTSV Schwabing (TV) - VfL Gummersbach - TV Großwallstadt - THW Kiel - HSG TuRU Düsseldorf - OSC Thier Dortmund - SG Weiche-Handewitt - Frisch Auf Göppingen - TuS Hofweier - TBV Lemgo - VfL Hameln - TSV Milbertshofen - TuS Schutterwald (TV) – Titelverteidiger | Staffel Nord - TSV GWD Minden - Reinickendorfer Füchse - TSV Bayer Dormagen - HC TuRa Bergkamen - DSC Wanne-Eickel - TuS Nettelstedt - SG VTB/Altjührden - VfL Fredenbeck - TV Emsdetten - SG Olympia Longerich - TSV Verden - TSV Bayer 04 Leverkusen - VfL Bad Schwartau - SuS Oberaden Staffel Süd - VfL Günzburg - SG Wallau/Massenheim - TuSpo Nürnberg - VfL Heppenheim - TV Hüttenberg - SG Leutershausen - TSV 05 Rot - TuS Griesheim - VfL Pfullingen - TSV Oftersheim - TuS Eintracht Wiesbaden - TSV Tempelhof-Mariendorf - TSV Dutenhofen - SG Köndringen/Teningen | Nord - MTV/PSV Braunschweig Berlin - Akademischer Turnverein zu Berlin - Berliner TSV 1850 West - LTV Wuppertal - OSC 04 Rheinhausen - TV Vallendar Südwest - HC 1968 Büdingen - SC Saargold Lisdorf - TSV Eintracht Böddiger Süd - TV Oppenweiler | Oberliga Schleswig-Holstein - TSV Germania Tetenhusen - TS Riemann Eutin Oberliga Nordsee - TSV Bremervörde Oberliga Westfalen - Hasper SV Oberliga Hessen - HSG Asbach/Modau Oberliga Saarland - TV 1888 Spiesen Oberliga Württemberg - TSB Horkheim | Verbandsliga Westfalen - TG Rote Erde Schwelm Landesliga Baden - TSG Germania Dossenheim Landesliga Württemberg - SV Böblingen Bezirksliga Schleswig-Holstein - IF Stjernen Flensborg Bezirksliga Baden - TSG Ketsch |

### Gruppe Nord
| Datum          | Heimmannschaft                    | Ergebnis            | Gastmannschaft          |
| -------------- | --------------------------------- | ------------------- | ----------------------- |
| Sa, 14.03.1987 | TSV GWD Minden                    | 20:22               | TSV Bayer Dormagen      |
| Sa, 14.03.1987 | TSV Bremervörde                   | 26:24               | TSV Bayer 04 Leverkusen |
| Sa, 14.03.1987 | TS Riemann Eutin                  | 25:25 n. V. 7m: 3:4 | TSV Germania Tetenhusen |
| Sa, 14.03.1987 | VfL Fredenbeck                    | 21:17               | OSC Thier Dortmund      |
| Sa, 14.03.1987 | Akademischer Turnverein zu Berlin | 20:19 n. V.         | TV Vallendar            |
| Sa, 14.03.1987 | TG Rote Erde Schwelm              | 13:24               | TUSEM Essen             |
| Sa, 14.03.1987 | Reinickendorfer Füchse            | 18:17               | VfL Hameln              |
| Sa, 14.03.1987 | Hasper SV                         | 16:23               | OSC 04 Rheinhausen      |
| Sa, 14.03.1987 | SG VTB/Altjührden                 | 30:28               | VfL Bad Schwartau       |
| Sa, 14.03.1987 | IF Stjernen Flensborg             | 19:25               | TuS Nettelstedt         |
| Sa, 14.03.1987 | MTV/PSV Braunschweig              | 22:25               | HSG TuRU Düsseldorf     |
| Sa, 14.03.1987 | LTV Wuppertal                     | 21:27               | TBV Lemgo               |
| Sa, 14.03.1987 | HC TuRa Bergkamen                 | 23:26               | THW Kiel                |
| Sa, 14.03.1987 | SG Olympia Longerich              | 26:23               | DSC Wanne-Eickel        |
| Sa, 14.03.1987 | SuS Oberaden                      | 27:24               | SG Weiche-Handewitt     |
| Sa, 14.03.1987 | TSV Verden                        | 23:22 n. V.         | TV Emsdetten            |

### Gruppe Süd
| Datum          | Heimmannschaft           | Ergebnis    | Gastmannschaft         |
| -------------- | ------------------------ | ----------- | ---------------------- |
| Sa, 14.02.1987 | TuS Eintracht Wiesbaden  | 13:22       | SG Wallau/Massenheim   |
| Sa, 14.02.1987 | TV Oppenweiler           | 18:13       | TSV Oftersheim         |
| Sa, 14.02.1987 | TuS Griesheim            | 16:19       | TuS Schutterwald       |
| Sa, 14.02.1987 | TSG Germania Dossenheim  | 15:24       | SC Saargold Lisdorf    |
| Sa, 14.02.1987 | TSV Tempelhof-Mariendorf | 18:21 n. V. | VfL Heppenheim         |
| Sa, 14.02.1987 | SG Leutershausen         | 27:26 n. V. | Frisch Auf Göppingen   |
| Sa, 14.02.1987 | VfL Günzburg             | 15:22       | VfL Gummersbach        |
| Sa, 14.02.1987 | TV Hüttenberg            | 20:23       | TSV Milbertshofen      |
| Sa, 14.02.1987 | TSB Horkheim             | 20:18       | VfL Pfullingen         |
| Sa, 14.02.1987 | Berliner TSV 1850        | 09:13       | TSV Dutenhofen         |
| Sa, 14.02.1987 | HC 1968 Büdingen         | 22:32       | TV Großwallstadt       |
| Sa, 14.02.1987 | SG Köndringen/Teningen   | 15:23       | TuSpo Nürnberg         |
| Sa, 14.02.1987 | SV Böblingen             | 17:22       | TSV Eintracht Böddiger |
| Sa, 14.02.1987 | TSG Ketsch               | 21:22       | HSG Asbach/Modau       |
| Sa, 14.02.1987 | TV 1888 Spiesen          | 21:29       | TSV 05 Rot             |
| Sa, 14.02.1987 | MTSV Schwabing           | 18:16       | TuS Hofweier           |

## 2. Hauptrunde
Qualifiziert waren für die 2. Hauptrunde folgende 32 Mannschaften, die hier nach ihrer Ligazugehörigkeit während der Saison 1986/87 aufgelistet sind.
 Gespielt wurde am 28. und 29. März 1987.
| Bundesliga | 2. Bundesliga | Regionalliga | Oberliga |
| - TUSEM Essen - MTSV Schwabing (TV) - VfL Gummersbach - TV Großwallstadt - THW Kiel - HSG TuRU Düsseldorf - TBV Lemgo - TSV Milbertshofen - TuS Schutterwald (TV) – Titelverteidiger | Staffel Nord - Reinickendorfer Füchse - TSV Bayer Dormagen - TuS Nettelstedt - SG VTB/Altjührden - VfL Fredenbeck - SG Olympia Longerich - TSV Verden - SuS Oberaden Staffel Süd - SG Wallau/Massenheim - TuSpo Nürnberg - VfL Heppenheim - SG Leutershausen - TSV 05 Rot - TSV Dutenhofen | Berlin - Akademischer Turnverein zu Berlin West - OSC 04 Rheinhausen Südwest - SC Saargold Lisdorf - TSV Eintracht Böddiger Süd - TV Oppenweiler | Oberliga Schleswig-Holstein - TSV Germania Tetenhusen Oberliga Nordsee - TSV Bremervörde Oberliga Hessen - HSG Asbach/Modau Oberliga Württemberg - TSB Horkheim |

### Gruppe Nord
| Datum                 | Heimmannschaft                    | Ergebnis | Gastmannschaft         |
| --------------------- | --------------------------------- | -------- | ---------------------- |
| Sa, 28.03., 16:30 Uhr | TSV Bremervörde                   | 21:15    | SuS Oberaden           |
| Sa, 28.03., 18:45 Uhr | TSV Germania Tetenhusen           | 18:25    | HSG TuRU Düsseldorf    |
| Sa, 28.03., 19:30 Uhr | TSV Verden                        | 17:29    | TBV Lemgo              |
| Sa, 28.03., 19:30 Uhr | SG Olympia Longerich              | 22:24    | TuS Nettelstedt        |
| Sa, 28.03., 19:30 Uhr | VfL Fredenbeck                    | 23:28    | TUSEM Essen            |
| Sa, 28.03., 19:30 Uhr | TSV Bayer Dormagen                | 26:19    | THW Kiel               |
| So, 29.03., 10:00 Uhr | Akademischer Turnverein zu Berlin | 21:30    | SG VTB/Altjührden      |
| So, 29.03., 11:15 Uhr | OSC 04 Rheinhausen                | 26:19    | Reinickendorfer Füchse |

### Gruppe Süd
| Datum                 | Heimmannschaft         | Ergebnis | Gastmannschaft       |
| --------------------- | ---------------------- | -------- | -------------------- |
| Sa, 28.03., 19:30 Uhr | HSG Asbach/Modau       | 17:23    | MTSV Schwabing       |
| Sa, 28.03., 19:30 Uhr | TSV 05 Rot             | 20:36    | TSV Milbertshofen    |
| Sa, 28.03., 19:30 Uhr | TSV Eintracht Böddiger | 17:20    | TuS Schutterwald     |
| Sa, 28.03., 19:30 Uhr | SC Saargold Lisdorf    | 21:31    | TV Großwallstadt     |
| So, 29.03., 17:00 Uhr | TuSpo Nürnberg         | 25:17    | SG Wallau/Massenheim |
| So, 29.03., 17:00 Uhr | TSB Horkheim           | 18:19    | SG Leutershausen     |
| So, 29.03., 17:00 Uhr | TSV Dutenhofen         | 21:24    | VfL Gummersbach      |
| So, 29.03., 17:00 Uhr | TV Oppenweiler         | 17:18    | VfL Heppenheim       |

## Achtelfinale
Qualifiziert waren für das Achtelfinale folgende 16 Mannschaften, die hier nach ihrer Ligazugehörigkeit während der Saison 1986/87 aufgelistet sind.
 Gespielt wurde vom 3. bis 10. Mai 1987.
| Bundesliga | 2. Bundesliga | Regionalliga              | Oberliga                           |
| - TUSEM Essen - MTSV Schwabing (TV) - VfL Gummersbach - TV Großwallstadt - HSG TuRU Düsseldorf - TBV Lemgo - TSV Milbertshofen - TuS Schutterwald (TV) – Titelverteidiger | Staffel Nord - TSV Bayer Dormagen - TuS Nettelstedt - SG VTB/Altjührden Staffel Süd - TuSpo Nürnberg - VfL Heppenheim - SG Leutershausen | West - OSC 04 Rheinhausen | Oberliga Nordsee - TSV Bremervörde |

| Datum                  | Heimmannschaft      | Ergebnis    | Gastmannschaft     |
| ---------------------- | ------------------- | ----------- | ------------------ |
| So, 03.05., __:__ Uhr  | OSC 04 Rheinhausen  | 25:27 n. V. | TBV Lemgo          |
| Di, 0.5.05., 20:00 Uhr | TSV Bremervörde     | 20:29       | SG VTB/Altjührden  |
| Sa, 09.05., 19:00 Uhr  | TuS Schutterwald    | 23:24       | VfL Gummersbach    |
| Sa, 09.05., 20:00 Uhr  | HSG TuRU Düsseldorf | 23:15       | TuS Nettelstedt    |
| Sa, 09.05., 20:00 Uhr  | TuSpo Nürnberg      | 27:20       | SG Leutershausen   |
| So, 10.05., 15:30 Uhr  | TV Großwallstadt    | 17:16       | TSV Bayer Dormagen |
| So, 10.05., 16:00 Uhr  | TSV Milbertshofen   | 20:13       | VfL Heppenheim     |
| So, 10.05., 17:00 Uhr  | TUSEM Essen         | 21:18       | MTSV Schwabing     |

## Viertelfinale
Qualifiziert waren für das Viertelfinale folgende acht Mannschaften, die hier nach ihrer Ligazugehörigkeit während der Saison 1986/87 aufgelistet sind.
 Gespielt wurde vom 16. bis 19. Mai 1987.
| Bundesliga                                                                                               | 2. Bundesliga                                                 |
| - TUSEM Essen - VfL Gummersbach - TV Großwallstadt - HSG TuRU Düsseldorf - TBV Lemgo - TSV Milbertshofen | Staffel Nord - SG VTB/Altjührden Staffel Süd - TuSpo Nürnberg |

| Datum                  | Heimmannschaft      | Ergebnis | Gastmannschaft    |
| ---------------------- | ------------------- | -------- | ----------------- |
| Sa, 16.05., 19:30 Uhr  | VfL Gummersbach     | 32:19    | TBV Lemgo         |
| So, 17.05., 16:00 Uhr  | TUSEM Essen         | 19:21    | TV Großwallstadt  |
| So, 17.05., 17:00 Uhr  | HSG TuRU Düsseldorf | 23:21    | SG VTB/Altjührden |
| Di, .19.05., 19:30 Uhr | TSV Milbertshofen   | 34:27    | TuSpo Nürnberg    |

## Halbfinale
Qualifiziert waren für das Halbfinale folgende vier Mannschaften, die hier nach ihrer Ligazugehörigkeit während der Saison 1986/87 aufgelistet sind.
 Gespielt wurde am 23. Mai 1987.
| Bundesliga                                                                     |
| - VfL Gummersbach - TV Großwallstadt - HSG TuRU Düsseldorf - TSV Milbertshofen |

| Datum                 | Heimmannschaft      | Ergebnis            | Gastmannschaft    |
| --------------------- | ------------------- | ------------------- | ----------------- |
| Sa, 23.05., 19:30 Uhr | TV Großwallstadt    | 19:19 n. V. 7m: 4:2 | VfL Gummersbach   |
| Sa, 23.05., 19:30 Uhr | HSG TuRU Düsseldorf | 20:18               | TSV Milbertshofen |

## Finale DHB-Pokal
Das Finale um den DHB-Pokal, das aus Hin- und Rückspiel bestand, wurde am 30. Mai und 8. Juni 1987 zwischen der HSG TuRU Düsseldorf und dem TV Großwallstadt ausgetragen. Den Pokal sicherte sich zum dritten Mal der TV Großwallstadt, der sich im Finale gegen Düsseldorf Aufgrund der Auswärtstorregel mit 37:37 (Hinspiel 21:22, Rückspiel 16:15) durchsetzte.
| Datum                   |                     | Gesamt    |                  | Hinspiel     | Rückspiel   |
| ----------------------- | ------------------- | --------- | ---------------- | ------------ | ----------- |
| Sa 30. Mai / Mo 8. Juni | HSG TuRU Düsseldorf | 37:37 (A) | TV Großwallstadt | 22:21 (8:12) | 15:16 (8:6) |

### Hinspiel
Samstag, 30. Mai 1987 um 20:00 Uhr in Krefeld, Glockenspitzhalle, 2.936 Zuschauer
HSG TuRU Düsseldorf: Fischer, Lütt – Schubert (1), Töpfer (5), Hertelt, Ólafsson (5/1) , Schöne  (5) , Heidbüchel, Ratka (5/2) , Zenker (1). Trainer: Bredemeier
TV Großwallstadt: Hirner, Hofstötter – Schwalb (7/1), Paul (1), Hönnige (1), Damm (1), Müller (1) , Freisler  (4) , Gaydoul (5), Gnau (1), Heckmann. Trainer: Vícha
Schiedsrichter: Manfred Bülow & Wilfried Lübker

### Rückspiel
Montag, 8. Juni 1987 um 16:30 Uhr in Elsenfeld, Rudolf-Harbig-Halle, 3.400 Zuschauer (ausverkauft)
TV Großwallstadt: Hirner , Hofstötter – Hormel, Paul (1), Hönnige , Damm, Müller (1), Freisler  (8/5), Gaydoul (6) , Gnau, Heckmann. Trainer: Vícha
HSG TuRU Düsseldorf: Fischer, Lütt – Schubert (2), Töpfer , Hertelt (1) , Ólafsson (1) , Schöne  (7), Heidbüchel, Ratka (4/3) , Zenker , Selcho, Hampel. Trainer: Bredemeier
Schiedsrichter: Erhard Hofmann & Manfred Prause